# Michael Fagan (intruso)
Michael Fagan (Clerkenwell, Londres, Reino Unido, 8 de agosto de 1948), es un ciudadano británico, conocido por un célebre incidente, Fagan irrumpió en el dormitorio de la reina Isabel II del Reino Unido en el Palacio de Buckingham en dos ocasiones, en 1982.

## Vida
Michael Fagan nació en Clerkenwell, Londres, el 8 de agosto de 1948, hijo de Ivy y Michael Fagan padre. Su padre era un constructor de estructuras de acero y un "campeón" en romper cajas fuertes. Tenía dos hermanas menores, Marjorie y Elizabeth. En 1955, asistió al Compton Street School en Clerkenwell (más tarde en el St Peter & St Paul RC Primary School). En 1966, se fugó de su casa a los 18 años para escapar de su padre, quien, según Fagan, era violento. Comenzó a trabajar como pintor y decorador. En 1972 se casó con Christine, con quien tuvo cuatro hijos. En algún momento de las décadas de 1970 y 1980, Fagan fue miembro de una rama del norte de Londres del Partido Revolucionario de los Trabajadores.

## Incidente en el Palacio de Buckingham
Fagan irrumpió un total de dos ocasiones en el palacio de Buckingham; la primera, durante temprana la mañana del 7 de julio. Fagan ingresó al palacio saltando la valla de hierro del patio del palacio y atravesando una ventana abierta del segundo piso. En esa ocasión ingreso a un salón en el que se encontraba un libro de estampillas del rey Jorge V, con un alto valor económico que Fagan ignoró por completo, pues su intención era enteramente hablar con la reina, quien se encontraba en el Castillo de Windsor. La alarma de seguridad se activó e ignoró en dos ocasiones ya que, al no existir precedentes de una intrusión al palacio ni siquiera en tiempos de guerra, los guardias lo consideraron un "error del sistema".
Posteriormente, los días 7 y 8 de julio se reforzó  la seguridad en el palacio, ligeramente para no alertar al público del evento ocurrido el día anterior.
El día 9 de julio, aproximadamente a las 5:40 de la mañana, Fagan ingresó una segunda vez al palacio de Buckingham. En esta ocasión, se vio en la necesidad de romper una ventana para ingresar (una de las pocas "nuevas medidas de seguridad"), por lo que se corto la mano y dejó un pequeño rastro de sangre en las alfombras de algunos salones. Estás vez logró llegar a la habitación de la reina Isabel II y ambos mantuvieron una conversación de aproximadamente 20 minutos hasta que, llegada la hora para despertar a la reina, una dama se percató de que la reina estaba acompañada, llamó al policía del palacio y Fagan fue arrestado. Ni el palacio ni el gobierno levantaron cargos por el evento y Fagan se libró de ir a la cárcel, pero fue internado en un hospital psiquiátrico donde fue declarado como esquizofrénico.
El evento fue recreado en la temporada 4 de la serie de Netflix "The Crown", en el episodio "Michael Fagan, el intruso".

## Vida posterior
Dos años después de ingresar al Palacio de Buckingham, en 1984, Fagan atacó a un policía en un café en Fishguard, Gales, y recibió una sentencia suspendida de tres meses.. En 1983, Fagan grabó una versión de la canción de Sex Pistols "God Save the Queen" con la banda punk Bollock Brothers. En 1997, 15 años después del incidente, fue encarcelado durante cuatro años después de que él, su esposa y su hijo Arran, de 20 años, fueran acusados de conspirar para traficar heroína.
Fagan apareció en el programa "The Antics Roadshow" de Canal 4, un documental de televisión del 2011 de una hora de duración dirigido por el artista Banksy y Jaimie D'Cruz que traza la historia de las personas que se comportan de manera extraña en público.
Después de la muerte de la Reina el 8 de septiembre del 2022, Fagan dijo a los periodistas que había encendido una vela en su memoria en una iglesia local.

### En la cultura popular
El incidente se adaptó en el 2012 para un episodio de la serie Playhouse Presents de Sky Arts titulado "Walking the Dogs", una comedia dramática británica única que presenta a Emma Thompson como la Reina y Eddie Marsan como el intruso. En el 2020, Tom Brooke interpretó a Fagan en el quinto episodio de la temporada 4 de The Crown. También inspiró al cantante de calipso de Trinidad, Mighty Sparrow, a escribir su irónica canción "Phillip My Dear", basada muy libremente en el evento.